# Fábio Ferreira
Fábio Miguel Lourenço Ferreira, más conocido como Fábio Ferreira (Barreiro, Portugal, 3 de mayo de 1989), es un futbolista portugués. Se desempeña como delantero y actualmente juega en el Sydney Olympic, de la Premier League del Estado de Nueva Gales del Sur, una de las ligas de la segunda división de Australia.

## Trayectoria
Ferreira se formó en las juveniles del Sporting de Lisboa, al cual se unió en 2003. Fábio sobresalió de tal manera que la Academia del Chelsea Football Club buscó su contratación en 2005. El 6 de enero de 2005, se informó que el Sporting presentó una denuncia ante la FIFA debido a que Ferreira, junto con Adrien Silva y Ricardo Fernandes, habían entrenado con el Chelsea FC sin ninguna autorización. Sin embargo, en el verano de 2005, Fábio y Ricardo decidieron irse al Chelsea, con quien firmaron un contrato profesional la temporada siguiente. Durante la temporada 2007-08, Ferreira hizo 12 apariciones con el equipo de reservas, anotando 8 goles.
El 20 de enero de 2009, Ferreira fue cedido en préstamo al Oldham Athletic durante un mes, antes de que su préstamo fuera extendido otro mes el 23 de marzo. Un día antes de la extensión del préstamo, Ferreira hizo su debut como profesional en el empate a 1-1 ante el Cheltenham Town, entrando de cambio por Deane Smalley al minuto 66. Momentos después de haber entrado a la cancha, Ferreira casi debuta como goleador, al haber mandado un cabezazo a un lado de la portería. Regresó al Chelsea en junio de 2009, aunque sin embargo, su contrato con el Chelsea fue rescindido.
Sin embargo, regresó a Portugal, en donde firmó un contrato con el SC Esmoriz. Con este equipo debutó el 12 de septiembre de 2009 ante el Estoril Praia. Ferreira ha anotado un gol en 19 partidos disputados con el Esmoriz durante la temporada 2009-10.
Luego, Fábio estuvo a prueba en el Gillingham FC de Inglaterra, debutando con este equipo en un partido de pretemporada ante el Faversham Town. Sin embargo, Fábio fue contratado por el Sertanense FC.

## Selección nacional
Ferreira ha sido internacional con la Selección de Portugal Sub-16, Sub-17 y sub-19. Con la sub-16, Fábio disputó 5 partidos, mientras que con la sub-17 disputó 11 partidos y con la sub-19 disputó solamente 2 partidos.

## Clubes
| Club               | País       | Año         |
| ------------------ | ---------- | ----------- |
| Sporting de Lisboa | Portugal   | 2003 - 2005 |
| Chelsea FC         | Inglaterra | 2005 - 2009 |
| Oldham Athletic    | Inglaterra | 2009        |
| SC Esmoriz         | Portugal   | 2009-2010   |
| Sertanense FC      | Portugal   | 2010-2011   |
| Sydney Olympic     | Australia  | 2020-       |